# Matevž Kamnik
Matevž Kamnik (ur. 24 listopada 1987 w Mariborze) – słoweński siatkarz, reprezentant kraju, grający na pozycji środkowego. 

## Sukcesy

### jako zawodnik

#### klubowe
Puchar Słowenii:
- 2007, 2008, 2009, 2010, 2011, 2012, 2013

Puchar Top Teams:
- 2007

MEVZA - Liga Środkowoeuropejska:
- 2007, 2008, 2010, 2011, 2013
- 2009, 2012

Liga słoweńska:
- 2007, 2008, 2009, 2010, 2011, 2012, 2013

Liga turecka:
- 2015

Puchar Szwajcarii:
- 2019

Liga szwajcarska:
- 2019

#### reprezentacyjne
Liga Europejska:
- 2011

### jako trener

#### klubowe
Liga słoweńska:
- 2018

## Nagrody indywidualne
- 2010: Najlepszy blokujący turnieju finałowego Ligi Mistrzów